# 아이치현 제11구
아이치현 제11구(愛知県 第11区)는 일본의 중의원 선거구이다. 1994년 공직선거법으로 신설되었다.

## 지역
- 도요타시 일부
- 미요시시